# McLaren M2B
El McLaren M2B fue el primer monoplaza del equipo McLaren, utilizado durante la temporada de 1966 de Fórmula 1. Fue concebido en 1965 y precedido por el coche de desarrollo M2A. Diseñado por Robin Herd, el material de mallite innovador pero problemático se utilizó en su construcción. El coche estaba propulsado por motores Ford y Serenissima, pero carecían de potencia y presentaban problemas de fiabilidad.
Impulsado por el fundador del equipo, Bruce McLaren, el M2B tuvo una corta carrera en la competición, ingresó en seis carreras y solo comenzó en cuatro. Anotó el primer punto del equipo en el Gran Premio de Gran Bretaña y dos puntos más en el Gran Premio de los Estados Unidos.

## Temporada 1966
El M2B propulsado por Ford hizo su debut impulsado por McLaren en el Gran Premio de Mónaco que abre la temporada en el campeonato mundial. Allí se clasificó décimo en la parrilla y corrió tan alto como el sexto, pero se retiró después de nueve vueltas debido a una fuga de aceite. Después de aquella carrera, McLaren decidió "parece que vamos a tener que hacer algunos movimientos bastante drásticos en la sala de máquinas", y así para la próxima carrera en Bélgica se usó el motor Serenissima. Sin embargo, la unidad de reemplazo no proporcionó una solución inmediata, dañando terminalmente sus rodamientos en la práctica. Sin recambio, el neozelandés no pudo comenzar la carrera. El equipo se perdió la próxima carrera en Francia, pero en el Gran Premio de Gran Bretaña, el M2B terminó sexto para anotar el primer punto de campeonato del equipo. Otro no-resultado se produjo cuando el motor volvió a fallar antes del Gran Premio de los Países Bajos, y las entradas para los Grandes Premios alemanes e italianos se retiraron en previsión del motor Ford mejorado que se estaba preparando. Equipado de esta manera en el Gran Premio de los Estados Unidos, McLaren condujo al quinto lugar y dos puntos más. En el evento final en México, la carrocería trasera fue cortada para ayudar a prevenir el sobrecalentamiento pero el motor falló durante la carrera. McLaren tenía la intención de que Chris Amon, que ya estaba compitiendo con coches deportivos para el equipo, corriera un segundo monoplaza, pero los problemas del motor lo impidieron.

## Resultados

### Fórmula 1
(Clave) (negrita indica pole position) (cursiva indica vuelta rápida)

| Año     | Equipo                     | Motor                   | Neu. | Pilotos       | 1   | 2   | 3   | 4   | 5   | 6   | 7   | 8   | 9   | 10  | 11  | 12  | Puntos | Pos. |
| ------- | -------------------------- | ----------------------- | ---- | ------------- | --- | --- | --- | --- | --- | --- | --- | --- | --- | --- | --- | --- | ------ | ---- |
| 1966    |                            | Ford 406 3.0 V8         | F    |               | MON | BEL | FRA | GBR | NED | GER | ITA | USA | MEX |     |     |     | 2      | 9.º  |
| 1966    | Bruce McLaren Motor Racing | Ford 406 3.0 V8         | F    | Chris Amon    | DNP | DNP |     | DNP | DNP |     | WD  |     |     |     |     |     | 2      | 9.º  |
| 1966    | Bruce McLaren Motor Racing | Ford 406 3.0 V8         | F    | Bruce McLaren | Ret |     |     |     |     |     |     |     |     | 5   | Ret |     | 2      | 9.º  |
| 1966    | Bruce McLaren Motor Racing | Serenissima M166 3.0 V8 | F    | Bruce McLaren |     | DNS | DNP | 6   | DNS |     |     |     |     |     |     |     | 1      | 11.º |
| 1967    |                            | Climax FWMV V8          | F    |               | RSA | MON | NED | BEL | FRA | GBR | GER | CAN | ITA | USA | MEX |     | NC     | 0    |
| 1967    | Ian Raby Racing            | Climax FWMV V8          | F    | Trevor Taylor |     |     |     |     |     |     |     |     | DNP |     |     |     | NC     | 0    |
| 1968    |                            | Climax V8               | G    |               | RSA | ESP | MON | BEL | NED | FRA | GBR | GER | ITA | CAN | USA | MEX | NC     | 0    |
| 1968    | Ken Sheppherd              | Climax V8               | G    | Keith St John |     |     | DNP |     |     |     |     |     |     |     |     |     | NC     | 0    |
| Fuente: |                            |                         |      |               |     |     |     |     |     |     |     |     |     |     |     |     |        |      |